# Saint-François-Xavier-de-Viger
Saint-François-Xavier-de-Viger är en kommun i provinsen Québec i Kanada. Den ligger i regionen Bas-Saint-Laurent, i den östra delen av landet, 600 km nordost om huvudstaden Ottawa.